# Synoestropsis euryphlebia
Synoestropsis euryphlebia är en nattsländeart som beskrevs av Navás 1934. Synoestropsis euryphlebia ingår i släktet Synoestropsis och familjen ryssjenattsländor. Inga underarter finns listade i Catalogue of Life.